# 彦岳 (大分県)
彦岳（ひこだけ）は、大分県津久見市と佐伯市との市境にある山。標高639.4m。

## 概要
大分県南部を代表する山のひとつである。四浦半島の稜線に連なってその付け根に位置しており、頂上が特徴的なドーム状となっているため、周辺のランドマークとなっている。頂上には、彦岳権現社があり、東に津久見湾、佐伯湾のリアス式海岸や豊後水道、西に祖母山、九重連山が一望できる。
2005年3月3日に旧佐伯市と南海部郡5町3村が合併して新佐伯市となる前には、津久見市、旧佐伯市、旧南海部郡弥生町、旧同上浦町の4市町の境界がこの山の頂上に集まっていた。現在は津久見市と佐伯市の市境が山頂を通っている。
登山は、津久見市の彦岳トンネル入口か、佐伯市の狩生からが一般的であるが、津久見市千怒や佐伯市上浦（旧上浦町）、床木（旧弥生町）からも登山道がある。上浦からは7合目付近まで林道が整備されている。毎年4月中旬には津久見市山岳会と津久見市観光協会による山開きが行われる。狩生側の山麓には、国の天然記念物の狩生鍾乳洞がある。

## 交通
- 鉄道：
  - JR九州日豊本線狩生駅から徒歩約90分
  - JR九州日豊本線津久見駅から徒歩約120分